# Renzo Azaghi
Renzo Azaghi (Milano, 29 novembre 1896 – Milano, 7 luglio 1965) è stato un calciatore italiano, di ruolo difensore.

## Carriera
Esordisce nella prima squadra della Nazionale Lombardia in Prima Categoria per poi passare al Milan nel 1918; con i rossoneri nella stagione 1918-1919 gioca 2 partite nella Coppa Mauro.
Partito per servire l'Italia in guerra nella primavera del 1916, è fatto prigioniero dalle truppe austro-ungariche e rinchiuso nel campo di prigionia di Mauthausen dove ai militari italiani, riuniti nella Società Ginnastica Presto Liberi, erano stati concessi degli attrezzi ginnici e un campo sportivo con rete per la palla a volo e il calcio.
L'anno seguente alla ripresa dei campionati dopo la sospensione dovuta alla prima guerra mondiale esordisce in Prima Categoria (la massima serie dell'epoca), campionato in cui continua a giocare fino al termine della stagione 1921-1922, disputando la sua ultima partita il 22 gennaio 1922 in Milan-Vicenza (7-0) e chiudendo la sua esperienza in massima serie con complessive 39 presenze senza gol segnati. Continuò poi a giocare fino al 1924 nelle Riserve del Milan.
È stato sepolto al Cimitero Maggiore di Milano; in seguito i suoi testi sono stati tumulati in una celletta.